# Ørðavík
Ørðavík (før 2014 Øravík) er en gammel færøsk landbrugsbygd, 7 km syd for Tvøroyri på Suðuroy. Fra bygden går der en landevej mod nordvest, forbi tingstedet, og videre til Fámjin. Ørðavík er en del af Tvøroyrar kommuna.
I Ørðavík var der i middelalderen et bønhus i, og i 1966 fik bygden et nyt. To gårde er stadig i drift med hovedsagelig kvæg og fåreavl. Suðuroys vejvæsen har administration og værksteder i bygden.
Ørðavík ligger ved bugten Ørðavík på sydsiden af Trongisvágsfjørður. I bugten syd for Ørðavík, i Tjaldavík, ligger den 7,5 hektar store holm Tjaldavíkshólmur, en af Færøernes 11 holme.
Fra Ørðavík går Hovstunnelen mod syd. Tunnelen blev indviet den 20. oktober 2007. Tunnelen afløste den gamle fjeldvej "Hovsegg", som blev taget i brug i 1950'erne.
Der er ca. 5 minutters kørsel til færgehavnen Krambatangi, 7 minutter til Tvøroyri og 10 minutter til Vágur.

## Historie
Ørðavík nævnes første gang i Hundebrevet, som blev skrevet mellem 1350 og 1400.
2 km vest for Ørðavík, ligger Suðuroys tingsted eller várting Uppi millum Stovur, hvor stridigheder blev løst ved dom, og hvor nye love fra Tórshavn blev offentliggjort. I nærheden ud for den ubeboede holm Tjaldavíkshólmur ligger Tjaldavík, hvor deltagerne overnattede i deres telte. Senere blev tinget holdt indendørs på kongsgården Uppi í Stovu i Ørðavík

Sydøst for bygden i nærheden af det nuværende fyrtårn lå øens rettersted, Galgin, hvor de dødsdømte blev hængt.
3 sørøverskibe fra Algeriet hærger i 1629 på Færøerne bl.a. i Ørðavík.
I 1656 lykkedes det Suðuroy-præsten Jacob Christensen Klinte at etablere en krambod i Punthavn nær Ørðavík, så folk fra øen ikke skulle ro den farefulde vej til Tórshavn for at handle, men da indbyggerne fortsat handlede med udenlandske smuglerfartøjer, måtte kramboden lukke efter kort tid.
I 1733 forsøger et engelsk mineselskab at udvinde kul ved Oyrnafjall mellem Ørðavík og Trongisvágur at udvinde kul, men må opgive året efter.
11. august 1765 forulykker en båd fra Ørðavík på fiskeri, og de tre ombordværende omkommer.
På et folkemøde i Ørðavík i 1807 opfordrer Nólsoyar Páll til at bryde danskernes handelsmonopol og selv hente fragt i udlandet.
Tingstedet Suðuroy, som i 1808 blev i 1870 flyttet til Hvalba, flyttes tilbage til Ørðavík.
Tingstedet flyttes til Tvøroyri i 1895.
15. december 1930 forulykker en båd fra Ørðavík med 5 mand.
Den 23. januar 2006 foretages de første sprængninger til tunnellen mellem Ørðavík og Hov.
17. juni 2007 indvies den 2.437 m lange Hovstunnelen, der afløste den 9 km lange vej "Hovsegg", som gik over fjeldet fra bygden til Hov.

## Galleri
| - Ørðavík. - Ørðavík og Trongisvágsfjørður. - Ørðavíks bønhus, indviet 1966. |